# Collection Romans/CFL
 (décembre 2009).
Si vous disposez d'ouvrages ou d'articles de référence ou si vous connaissez des sites web de qualité traitant du thème abordé ici, merci de compléter l'article en donnant les références utiles à sa vérifiabilité et en les liant à la section « Notes et références ».
La collection « Romans » est numériquement la plus fournie du Club français du livre (CFL) et offre un vaste panorama sur la littérature française et étrangère, notamment anglo-saxonne, de la fin du XIXe siècle au début des années 1960.

## Histoire
Pendant une longue période le symbole de cette collection fut un cœur, imprimé à côté du numéro. Le numéro 1 est publié en février ou mars 1947, le numéro 261 est atteint par La Relique d'Eça de Queiros, achevé d'imprimer le 4 avril 1961 pour un tirage adhérents de 7 000.
La maquette est à chaque fois différente sauf quelques cas d'auteurs de séries. Ainsi pour Alexandre Dumas la trilogie de la révolution napolitaine est pourvue d'une maquette identique, reliure toile rouge et lettres de titre bleues. Du même Dumas, la trilogie des Mousquetaires est maquettée de façon analogue mais la couleur de la toile est différente.
Cette collection se poursuivra jusqu'au numéro 315 (L'Ensorcelée, de Barbey d'Aurevilly, octobre 1968, 5 000 exemplaires), le numéro 314 étant le dernier à présenter la reliure toilée et colorée, caractéristique du CFL : il s'agit de L'Astragale d'Albertine Sarrazin. Les titres publiés ultérieurement (jusqu'en 1969) auront une reliure uniforme à filets dorés et ne porteront plus d'indication de collection ni de numéro et sont sans intérêt artistique ou typographique.
Le format est l'in-octavo (140 x 220 mm) habituel au Club français du livre, à de rares exceptions près, comme celui des numéros 21 ou 37.
Les premiers titres de la collection sont difficiles à réunir. Il est en effet probable que le tirage annoncé ait été gonflé pour des raisons commerciales : les 3 000 exemplaires annoncés au début paraissent se réduire à 1 000 ou 1 500. Il faut signaler que certaines rééditions d'un titre entraînent un changement complet de présentation mais aussi de numéro. Ainsi Gouverneurs de la rosée, de Jacques Roumain, est le numéro 17 de 1947, mais revient sous le numéro 288 en 1964 avec une maquette entièrement nouvelle.

## Quelques titres
- N° 3 : Le Rêve d'un homme ridicule[2] de Fiodor Dostoïevski[3]
- N° 17 : Gouverneurs de la rosée de Jacques Roumain
- N° 33 : La Porte étroite d'André Gide[4]
- N° 88 : Un de Baumugnes de Jean Giono[5]
- N° 105 : Sous le soleil de Satan de Georges Bernanos[6]
- N° 146 : La Ferme du pendu de Gilbert Dupé[7]
- N° 158 : Le Pays du dauphin vert d'Elizabeth Goudge, traduction de Maxime Ouvrard[8]
- N° 166 : L'Assommoir d'Émile Zola, introduction d'Armand Lanoux, illustré de dessins de Steinlen[9]
- N° 167 : À l'Ouest, rien de nouveau d'Erich Maria Remarque, traduction de Alzir Hella et Olivier Bournac[10]
- N° 204 : Les Fils d'Avrom de Roger Ikor[11]
- N° 261 : La Relique d'Eça de Queiros
- N° 288 : Gouverneurs de la rosée de Jacques Roumain (réédition)
- N° 314 : L'Astragale d'Albertine Sarrazin
- N° 315 : L'Ensorcelée de Barbey d'Aurevilly

### Source
- Notices bibliographiques du catalogue général de BnF